# Оре (Швеция)
Оре (швед. Åre) — шведский горнолыжный курорт в лене Емтланд, населённый пункт в одноимённой коммуне.
Основан более 1000 лет назад в местности, где находились поселения викингов и поселения, в которых жили саамы. В XIII и XIV веках в окрестностях Оре были медные рудники. Туризм начал развиваться здесь с конца XIX века.
В Оре трижды проводились чемпионаты мира по горнолыжному спорту — в 1954, 2007 и 2019 годах.

## Хронология событий
В 1882 году построена железная дорога.
- 1891 — Открытие туристского информационного центра
- 1892 — Открытие кафе на вершине горы Орескутан, которое остаётся самым высогорным кафе Швеции.
- 1910 — Открытие первого фуникулёра, начало развития Оре как зимнего курорта, на котором развиваются как лыжный спорт, так и катание на санях и кёрлинг.
- 1935 — Создание местного горнолыжного клуба. Первые соревнования по горным лыжам.
- 1940 — Сооружение первого буксировочного подъёмника.
- 1952 — Открытие новых лыжных склонов.
- 1954 — Проведение Чемпионата мира по горнолыжному спорту, что позволило повысить известность Оре как мирового горнолыжного курорта.
- 1966 — Ввод в эксплуатацию первого кресельного подъёмника.
- 1976 — Открытие новой канатной дороги гондольного типа, обслуживающей верхнюю часть лыжной зоны. Дальнейшему развитию горных лыж в Швеции способствовали феноменальные достижения известного шведского горнолыжника Ингемара Стенмарка.
- 1981 — Установка новых подъёмников и появление первых снежных пушек для создания системы искусственного оснежения.
- 1986 — В Оре прошла XIII Международная конференция саамов, на ней был утверждён национальный флаг саамов.
- 1989 — Открытие нового подъёмника «Олимпия» королём Карлом XVI Густавом и королевой Сильвией.
- 2001 — Строительство двух новых подъёмников в центральной части горнолыжного курорта и открытие трёх новых трасс.
- 2006 — Замена подъёмника «Олимпия» первым в мире кресельно-гондольным подъёмником TELEMIX.
- 2007 — Проведение Чемпионата мира по горнолыжному спорту.
- 2009 — Горнолыжный курорт Оре назван победителем конкурса лучших мировых лыжных курортов, проведённого британским журналом Condé Nast Traveller.
- 2013 — Открытие трёх новых кресельных подъёмников.
- 2019 — Проведение Чемпионата мира по горнолыжному спорту.

## Горнолыжные трассы Оре
Количество трасс — 95, в том числе:
- синие — 39;
- зелёные — 12;
- красные — 39;
- чёрные — 5.

Самый протяжённый спуск — 6,5 км.
Самая высокая точка горнолыжных трасс — 1274 м над уровнем моря.
Максимальный перепад высот — 890 м.
Общая длина горнолыжных трасс — 97 км.
Количество подъёмников — 40.
Пропускная способность подъёмников — около 50 000 человек в час.